# Aérodrome de Saint-Rémy-de-Maurienne
L’aérodrome de Saint-Rémy-de-Maurienne (code OACI : LFKR) est un aérodrome agréé à usage restreint, situé à 1,5 km au sud-sud-est de Saint-Rémy-de-Maurienne en Savoie (région Rhône-Alpes, France).
Il est utilisé pour la pratique d’activités de loisirs et de tourisme (aviation légère, hélicoptère et aéromodélisme).

## Installations
L’aérodrome dispose d’une piste en herbe orientée sud/nord (16/34), longue de 757 mètres et large de 45 mètres.
L’aérodrome n’est pas contrôlé. Les communications s’effectuent en auto-information sur la fréquence de 123,500 MHz.

## Activités
- Aéro-club les Ailes de Maurienne - Voir notre site web et page Facebook
- Aéromodélisme - MODELE CLUB MAURIENNAIS